# On est quitte
Pour les articles homonymes, voir Œil pour œil.
Pour plus de détails, voir Fiche technique et Distribution.
On est quitte ou Œil pour œil (Кош-ба-кош, Kosh ba kosh) est un film russo-tadjik réalisé par Bakhtiar Khudojnazarov, sorti en 1993.

## Synopsis
Le père de Mira accumule des dettes dans un jeu d'argent. Son créancier vient saisir ses meubles mais le trouve plus pauvre que lui. Il suggère alors d'emmener Mira ce à quoi l'homme répond qu'elle n'est pas à lui. À la suite de cet événement, Mira prend la décision de s'enfuir avec un jeune homme nommé Daler.

## Fiche technique
- Titre : On est quitte
- Autre titre : Œil pour œil
- Titre original : Кош-ба-кош (Kosh ba kosh)
- Réalisation : Bakhtiar Khudojnazarov
- Scénario : Bakhtiar Khudojnazarov et Leonid Makhkamov
- Production : Bakhtiar Khudojnazarov
- Musique : Akhmad Bakayev
- Photographie : Georgi Dzalayev
- Direction artistique : Negmat Jouraiev
- Pays d'origine : Russie, Tadjikistan, coproduit avec : Allemagne, Suisse, Japon
- Langue originale : russe
- Format : Couleurs
- Genre : Drame
- Durée : 90 minutes
- Dates de sortie :
  - Italie : septembre 1993 (Mostra de Venise)
  - Allemagne : 4 août 1994

## Distribution
- Paulina Gálvez : Mira
- Daler Madzhidov
- Alisher Kasimov
- Bokhodur Durabajev
- Albardji Bakhirova
- Nabi Bekmuradov
- Radzhab Khuseynov : Ibrohim
- Ziyziddin Nurov
- Tadjibek Shukrichudoev
- Eugenija Sidorova
- Georgi Strokov
- Yuliya Tarkhova : Mira (voix russe)

## Récompenses
- Mostra de Venise 1993 : Lion d'Argent
- Festival international du film de Fribourg 1994 : Prix de l'aide à la distribution